# Prehistoričtí lovci
Prehistoričtí lovci (v anglickém originále Prehistoric Hunters nebo Prehistoric Predators) je dokumentární seriál z produkce National Geographic. Má odhalit pravěké predátory z doby savců podobným způsobem, jako třeba pozdější seriál Discovery Channel jménem Megazvířata. Celkem má seriál jakoby dvě řady, v první vědci odhalují lovce z doby ledové (3 díly) a v druhé predátory až po dobu před 2 miliony lety (4 díly). Na DVD byla v Česku vydána pouze první řada společností MagicBox. Seriál měl premiéru v roce 2007. Dokument vysílala TV Barrandov.

## Epizody
Tygr šavlozubý
Medvěd krátkočelý
Pravlk
Megalodon
Phorusracidae
Hyaenodon
Entelodon